# Datungia boursini
Datungia boursini là một loài bướm đêm trong họ Noctuidae.